# Steve Zampieri
Steve Zampieri est un coureur cycliste suisse né le 4 juin 1977 à Arbon (Thurgovie). Passé professionnel en 2000 dans l'équipe Mercury, il rejoint l'équipe Cofidis en 2007. Il a mis un terme à sa carrière à la fin de la saison 2008.

## Biographie
Steve Zampieri commence le cyclisme en 1989 au CC Littoral dirigé par Georges Probst, puis court au VC Vignoble et au VC Lugano qui lui servit de tremplin pour continuer la suite de sa carrière notamment en Italie dans la catégorie U23 avec plusieurs équipes comme par exemple Saeco espoir ou Brunero-Mapei. Il fut aussi un membre des cadres nationaux pendant toute sa carrière.
En 2010 il occupa un poste de directeur sportif dans l'équipe Suisse Alémanique Atlas,,.

## Palmarès
- 1993
  - Prix des Vins Henri Valloton débutants
- 1995
  -  Champion de Suisse de la montagne juniors
  - Vöslauer Rundfahrt :
    - Classement général
    - 2e étape (a)

  - Vainqueur de la Coupe du monde juniors[5]
  - 7e du championnat de monde sur route juniors
- 1998
  - 2e du championnat de Suisse sur route espoirs
- 1999
  - 3e de Martigny-Mauvoisin
- 2000
  - Prix d'Armorique
  - Another Dam Race :
    - Classement général
    - 1re étape

  - 2e du championnat de Suisse de la montagne
  - 2e du Prix du Léon
- 2001
  -  Champion de Suisse de la montagne
  - Tour du lac Léman
- 2003
  - 3e de la Semaine cycliste lombarde
- 2004
  -  Champion de Suisse de la montagne
  - 10e du Tour de Romandie
- 2006
  -  Champion de Suisse de la montagne
  - Martigny-Mauvoisin

## Résultats sur les grands tours

### Tour de France
2 participations
- 2003 : 87e
- 2005 : abandon (7e étape)

### Tour d'Italie
7 participations
- 2002 : 89e
- 2003 : 36e
- 2004 : 19e
- 2005 : 30e
- 2006 : 48e
- 2007 : abandon (14e étape)
- 2008 : non-partant (10e étape)

### Tour d'Espagne
2 participations
- 2004 : abandon (9e étape)
- 2006 : non-partant (7e étape)